# Persoonia rudis
Persoonia rudis är en tvåhjärtbladig växtart som beskrevs av Meissn.. Persoonia rudis ingår i släktet Persoonia och familjen Proteaceae. Inga underarter finns listade i Catalogue of Life.